# Ławeczka Puckiego Kapra
Ławeczka Puckiego Kapra – ławka pomnikowa zlokalizowana przy ul. Żeglarzy w Pucku, z rzeźbą Kapra.
Przedstawia odlaną w brązie naturalnej wysokości postać Kapra w historycznym stroju z przełomu XVI/XVII wieku lub pocz. XVII wieku, kapitana kaprów królewskich Rzeczypospolitej. Projekt zrealizowano w ramach programu pod nazwą: Puck - z przeszłością w przyszłość. Zrealizowany projekt wybrany został na podstawie ogólnopolskiego konkursu na rzeźbę zorganizowanego przez Urząd Miasta Puck. Autorem projektu jest dr Wojciech Mendzelewski z Wydziału Artystycznego w Lublinie.